# Claude Barthélemy
Pour les articles homonymes, voir Claude Barthélemy (football) et Barthélemy.
Claude Barthélemy, né à Saint-Denis le 22 août 1956 est un guitariste, oudiste et compositeur français . 

## Biographie
Claude Barthélemy a quatorze ans quand il aborde l'étude de la guitare en autodidacte et joue dans des groupes de banlieue. Après des études de mathématiques, il s'intéresse à la musique contemporaine et participe à des groupes de jazz-rock, dont Œdipe. En 1976, il prend part à des créations théâtrales (Dorénavant I, avec le pianiste Mico Nissim et le batteur Manuel Denizet). 
Sa rencontre avec Michel Portal en 1978 marque le début d'une coopération régulière au sein des divers Unit portaliens, il côtoie Jean-Pierre Drouet, François Jeanneau, Jean-François Jenny-Clark, Daniel Humair, George Lewis, Bernard Lubat. Il participe au disque d'Aldo Romano II piacere ; collabore avec Vinko Globokar, pour le théâtre, avec Gérard Buquet (tubs soliste de l'Ensemble intercontemporain pour qui il compose plusieurs pièces. Sa rencontre avec Stu Martin et Gérard Marais débouche, la même année, sur la naissance d'un trio ; il sort son premier disque Jaune et encore. II se produit avec Siegfried Kessler, François Laizeau, Dominique Bertram, Muhammad Ali, James Newton. Puis, en Italie, avec John Surman et Tony Oxley.
En 1981, le big band de guitares de Gérard Marais fait appel à lui. Parallèlement, formation d'un trio avec le batteur et chanteur Jacques Mahieux et le bassiste Jean-Luc Ponthieux. En 1982, nouvelle collaboration avec Globokar et début d'une association avec Georges Aperghis. Il devient bassiste et arrangeur au sein du quartette du saxophoniste Jean-Marc Padovani. Avec lui, en 1986, il crée une œuvre pour quintette de cuivres, sculptures musicales et quatuor de jazz. Puis ce sera PariBambelle et, en 1987, La Gomme, œuvre pour quatuor à cordes, quintette de jazz, chant, mime et vidéo. La même année, naissance du collectif à orientations musicales multiples Zhivaro avec Gérard Marais, Didier Levallet, Henri Texier, Jacques Mahieux et Sylvain Kassap. 
En 1988, le Concerto d'Aranjuez lui sert d'ossature pour une création avec l'ensemble de cuivres Concert Arban. 1989-91 : il est le troisième chef de l'Orchestre national de jazz. On le retrouve ensuite en trio, avec les fidèles Ponthieux et Denizet. En 2002, Barthélemy est nommé une nouvelle fois à la tête de l'Orchestre national de jazz, une première dans la vie de l'institution. Il s'entoure de jeunes musiciens (Médéric Collignon, Sébastien Llado...) et sort deux disques : Admirabelamour  chez Label Bleu en 2002, et La fête de l'eau, chez Le Chant du Monde.
En 2013, il participe au livre audio Nancy Huston raconte et chante Ultraviolet, aux éditions Thierry Magnier, d'après le roman jeunesse Ultraviolet de Nancy Huston . Puis en 2014 et 2015 s'ensuit avec l'auteure le concert littéraire Ultraviolet, à Paris et Luxembourg.
Sa rencontre en 2004 avec Fred Pouget et l'Occidentale de fanfare lors de l'Europa Jazz Festival du Mans permet dix ans plus tard de réaliser une réécriture complète du répertoire, avec la parution en 2015 de l'album Claude Barthélémy & l'Occidentale. En 2022, il participe avec les Pincées Musicales à l'écriture du spectacle 50/50 - Janis Joplin/Jimi Hendrix, pour les ensembles TrioPolycordes et Sequenza 9.3.

## Éléments de discographie
- 1979 : Jaune et encore, Cobalt
- 1981 : Forest One, Cobalt
- 1983 : Moderne', Universal
- 1986 : RealPolitik, Big Noise Records
- 1993 : Solide, Evidence
- 1994 : Rock'airs de la lune, Auvidis
- 1997 : Monsieur Claude, Deux Z
- 2000 : Sereine, Label Bleu
- 2011 : Lieder, 3=Tomato

Avec l'Orchestre national de jazz :
- 1990 : Claire, Label Bleu
- 1991 : Jack-Line, Label Bleu
- 1991 : Manuel
- 2002 : Admirabelamour, Label Bleu
- 2004 : La Fête de l'eau, Le Chant du Monde
- 2004 : L'ONJ traverse le Canada, DVD Frémeaux & Associés

Autres projets :
- 2013 : Nancy Huston raconte et chante Ultraviolet, livre audio, éditions Thierry Magnier[4]
- 2015 : Claude Barthélémy & l'Occidentale, avec l’Occidentale de fanfare, dir. Fred Pouget, Laborie Jazz

## Théâtre
- 1980 : Flaminal Valaire de Maurice Regnaut, mise en scène Jacques Kraemer, Festival d'Avignon

## Concert littéraire
- 2014 et 2015 : Ultraviolet, version théâtrale et chantée, d'après le roman jeunesse éponyme de Nancy Huston publié en 2011, avec Nancy Huston (Paris et Luxembourg).